# Clemens Krauss
Clemens Krauss (Viena, 31 de marzo de 1893 - Ciudad de México, 16 de mayo de 1954) fue un director de orquesta austriaco destacado en el repertorio de Mozart, Richard Wagner y muy especialmente de su amigo Richard Strauss en los teatros de Viena, Berlín, Múnich, Salzburgo y en el Festival de Bayreuth.  Fue director general de la Ópera Estatal de Viena (1929-1934), Staatsoper Unter den Linden de Berlín (1935-37) y la Ópera Estatal de Baviera (1937-44).

## Biografía
Era hijo natural de Clementine Krauss, bailarina de la Opera Imperial y luego fue actriz y cantante, a su vez sobrina de la famosa soprano Gabrielle Krauss (1842-1904). Su padre fue Hector Baltazzi (1851-1916), miembro de una familia de banqueros fanariotas y emparentado con María Vetsera.
Formó parte del coro de Niños Cantores de Viena, estudió en el Conservatorio de Viena y se desempeñó como maestro del coro en el teatro de Brno en 1913, donde debutó como director de orquesta. Se desempeñó en los teatros de Riga (1913–1914), Núremberg (1915–1916), Stettin (1916–1921) y Graz (1921). En 1922 se convirtió en asistente del director Franz Schalk en Viena, hasta que fue nombrado director de la ópera de Fráncfort del Meno entre 1924-29.
Alumno del compositor y director de orquesta alemán Richard Strauss, dirigió el estreno de sus últimas óperas (El amor de Dánae, Friedenstag) y escribió el libreto de Capriccio, que estrenó en 1942 con Viorica Ursuleac y Hans Hotter en Múnich. Ursuleac, esposa de Krauss, está considerada una de las mejores intérpretes de su tiempo de la Mariscala (personaje de El caballero de la rosa de Richard Strauss).
En 1944 retornó a Viena y dirigió el último concierto antes de la entrada de las fuerzas rusas.
Fue investigado por asociación con el nazismo -era íntimo amigo de Joseph Goebbels- y finalmente exonerado de culpas en 1947. 
Realizó giras por Europa, Sur y Norteamérica. En 1948 dirigió en el Teatro Colón de Buenos Aires la ópera de Arthur Honegger, Juana de Arco en la hoguera.
Krauss regresó a Viena en distintas ocasiones para dirigir el Concierto de Año Nuevo en el Musikverein.
En 1953 dirigió El anillo del nibelungo en el Festival de Bayreuth, para el que contó con cantantes de la talla de Hans Hotter, Astrid Varnay, Regina Resnik, Hermann Uhde y Wolfgang Windgassen, del que se conserva una grabación discográfica muy prestigiosa. También es muy apreciada su versión de Parsifal del mismo año, con Martha Mödl, Ramón Vinay y George London.
Se conserva la grabación del último concierto que dio en vida, en el Palacio de Bellas Artes el 14 de mayo de 1954. Dirigió a la Orquesta Sinfónica Nacional de México y tocó la Obertura Leonora n.º 2 de Beethoven y el Concierto para piano n.º 2 de Brahms, con Angélica Morales como solista. La grabación fue recuperada por la Fonoteca Nacional de México.